# 야마모토 코헤이
야마모토 코헤이(1980년 12월 23일 ~)는 일본의 오타프로덕션 소속의 배우이다.

## 생애
- 1980년 12월 23일 오카야마현에서 태어났다.
- 2002년 인풍전대 허리케인저에서 비토 코우타 역으로 출연했다.
- 고마자와대학을 졸업했다.

## 출연작
- 인풍전대 허리케인저 - 비토 코우타